# Mostra internazionale e esposizione di volo di Farnborough

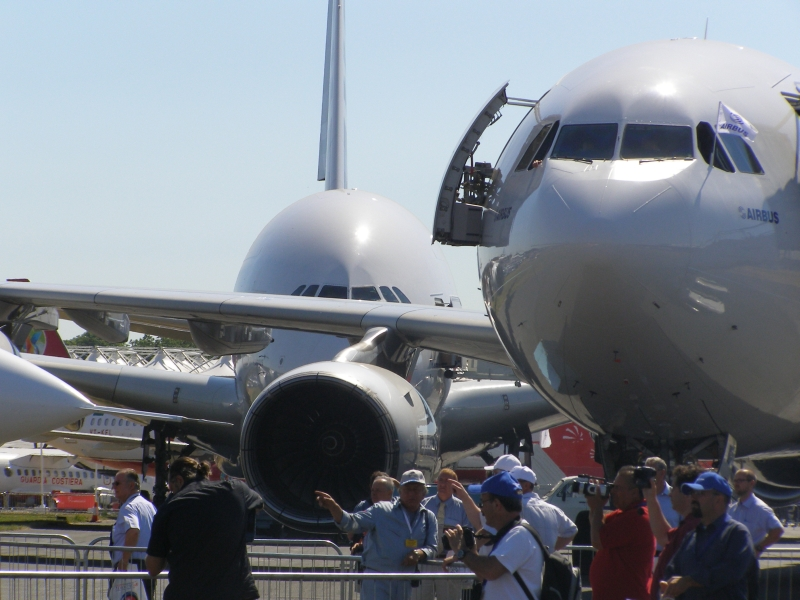
Due aerei prodotti dalla Airbus : in primo piano un A330, dietro un A380

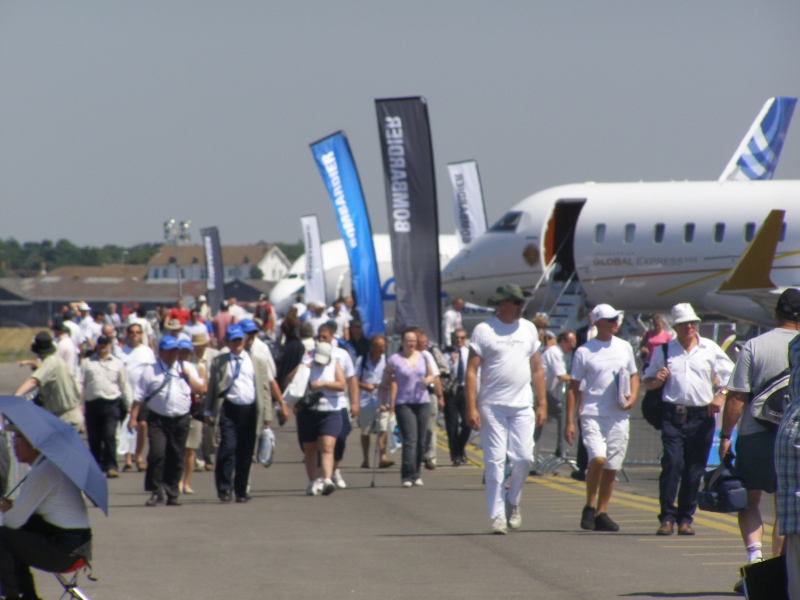
Farnborough 2006

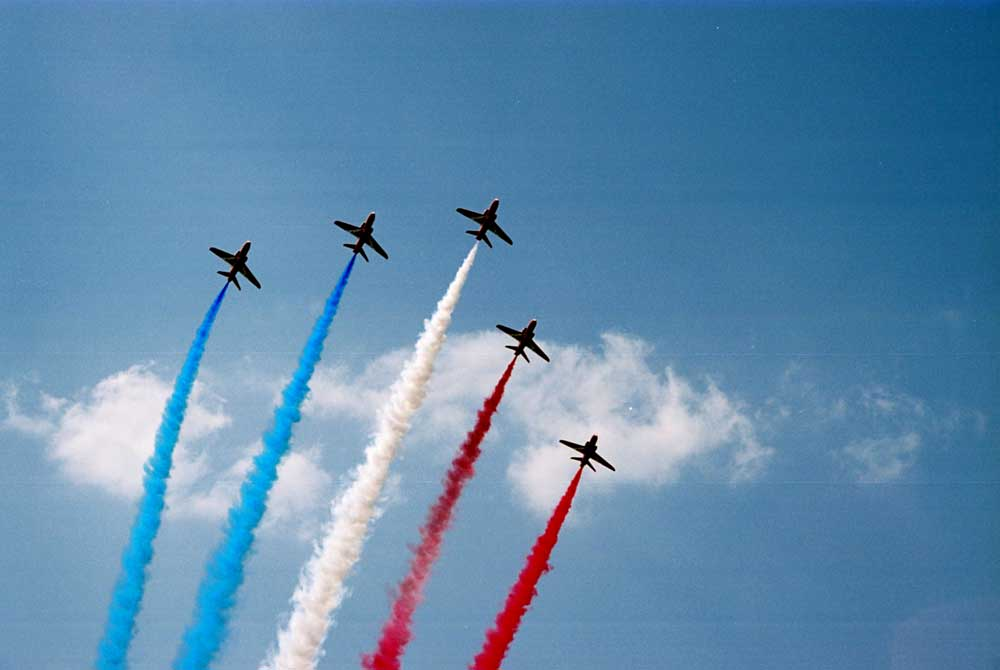
I Red Arrows in formazione a Farnborough

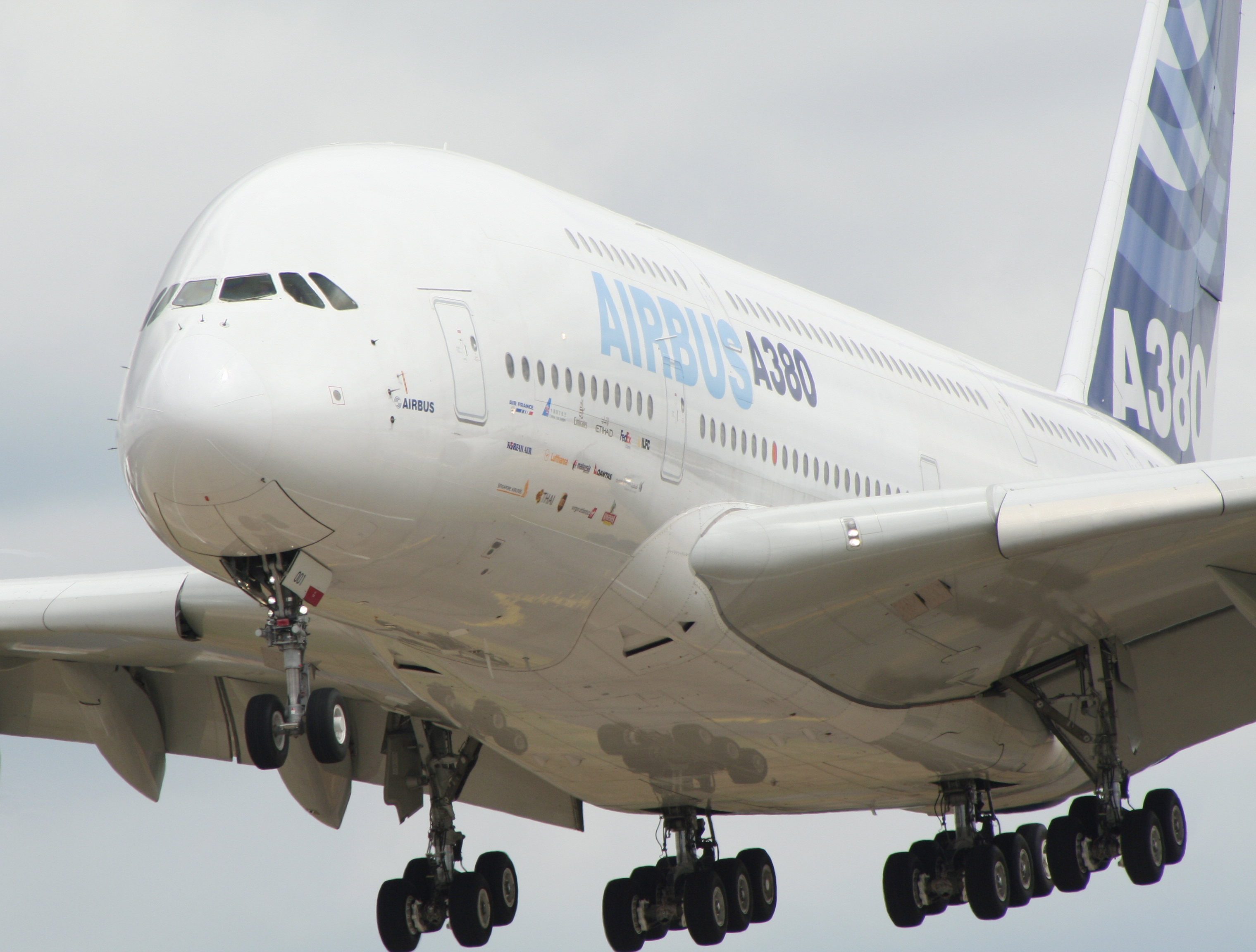
L'Airbus A380 a Farnborough

La Mostra internazionale e esibizione di volo di Farnborough (in inglese Farnborough International Exhibition and Flying Display) spesso abbreviato in Farnborough International Air Show è una fiera internazionale di sette giorni dell'industria aeronautica e spaziale che si tiene ogni due anni in Inghilterra presso l'aeroporto di Farnborough. L'esposizione è organizzata dalla Farnborough International Limited, una sussidiaria di proprietà della Society of British Aircraft Constructors (SBAC), la società dei costruttori aeronautici britannici. 
L'esposizione si prefigge lo scopo di presentare velivoli civili e militari a un pubblico di potenziali compratori o investitori. Il salone di Farnborough, insieme al Salone internazionale dell'aeronautica e dello spazio di Parigi-Le Bourget rappresenta uno dei più importanti eventi per l'industria aerospaziale, particolarmente per gli annunci di nuovi prodotti o contratti.
La fiera ha a disposizione cinque padiglioni e un'area all'aperto per le esposizioni statiche degli aeromobili. Ogni giorno si tengono voli dimostrativi e esibizioni aeree. La manifestazione è aperta al pubblico negli ultimi due giorni e durante queste giornate conclusive vengono messi in mostra ed effettuano show aerei anche altri velivoli non oggetto di vendita. Dal 1996, l'organizzazione ha a disposizione una sua stazione radio ufficiale che va in onda grazie all'opera del vicino Farnborough College of Technology.
Nel 2004 si sono registrati più di 1300 espositori e 150 000 visitatori per affari.
L'airshow attira le proteste contro il traffico di armi, per esempio nell'ambito della Campaign Against Arms Trade inglese.

## Storia
Il Farnborough Airshow trae le sue origini dall'airshow della Royal Air Force di Hendon
che si è tenuto ogni anno nel periodo dal 1920 al 1937, organizzato dalla Society of British Aircraft Constructors (SBAC), fondata nel 1916. La SBAC organizzò una piccola manifestazione a Hendon il 27 giugno 1932, come fiera campionaria dei prodotti dell'industria aeronautica britannica, nel corso della quale vennero esposti 35 aerei di 16 costruttori. Dopo la pausa dovuta alla seconda guerra mondiale, l'esposizione riaprì a Radlett (l'aeroporto della Handley Page) nel 1946 e si tenne in quella località fino al 1948, quando la fiera si trasferì nella sede attuale di Farnborough nello Hampshire, sede del Royal Aircraft Establishment, 45 chilometri circa a sud-ovest dal centro di Londra. A Farnborough vi è anche la sede centrale della principale azienda aeronautica del Regno Unito, la BAE Systems.
La manifestazione, inizialmente annuale, dapprima passò ad una cadenza biennale dal 1962, in seguito aprì le porte a espositori internazionali provenienti da ogni parte del mondo, diventando un importante evento internazionale. Attualmente il salone si tiene presso l'aeroporto di Farnborough ogni anno pari, verso la metà di luglio, e quindi si alterna con il salone di Parigi che si tiene negli anni dispari, mentre è a poca distanza di tempo dal Salone aeronautico di Berlino (Internationale Luft- und Raumfahrtausstellung Berlin, ILA).

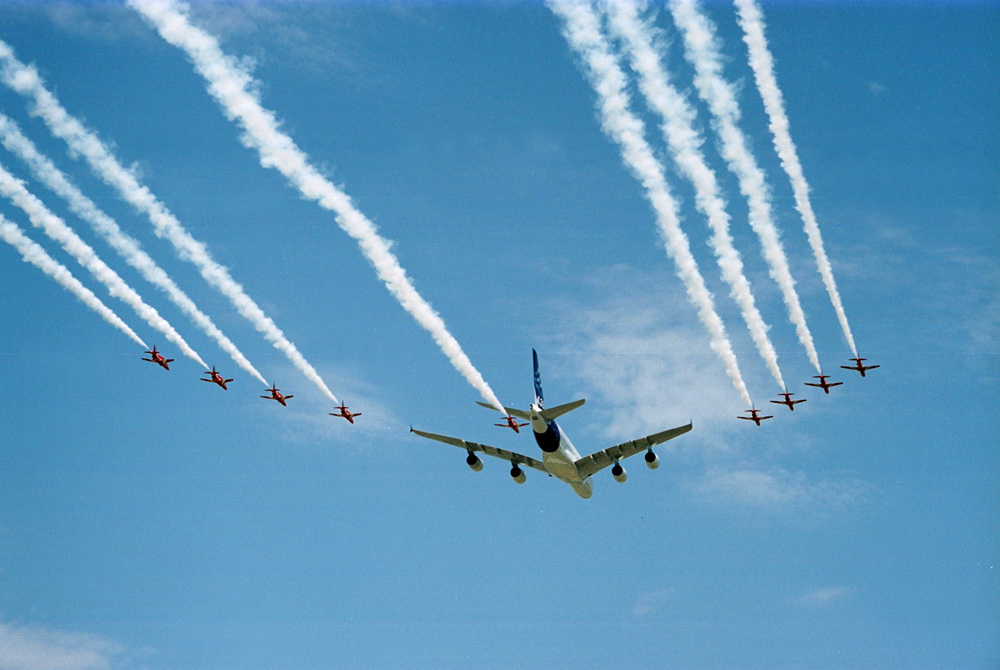
L'A380 scortato dai Red Arrows a Farnborough, 2006

Nella storia della manifestazione si sono succeduti diversi incidenti aeronautici alcuni mortali. Il peggiore avvenne nel 1952, quando un de Havilland DH.110 Sea Vixen precipitò durante l'esibizione, uccidendo i due componenti dell'equipaggio e 29 spettatori a terra. Dopo l'incidente vennero adottate misure di sicurezza molto più severe e da quella data non vi sono state più vittime tra gli spettatori delle edizioni successive.

## Date
La mostra si tiene a cadenza biennale, negli anni pari, alternandosi con il Salone aeronautico di Le Bourget.
L'ultima edizione dell'esposizione è stata la 51ª e si è svolta dal 16 al 22 luglio 2018. Nel 2020 la mostra si sarebbe dovuta tenere regolarmente a luglio, venendo però cancellata a causa della Pandemia di COVID-19. L'edizione 2022 avrà luogo dal 18 al 22 luglio.